# Bangor (Frankrijk)
Bangor is een gemeente in het Franse departement Morbihan (regio Bretagne). De plaats maakt deel uit van het arrondissement Lorient. De gemeente telde 1.002 inwoners op 1 januari 2022. Het is een van de vier gemeenten op het eiland Belle-Île-en-Mer.

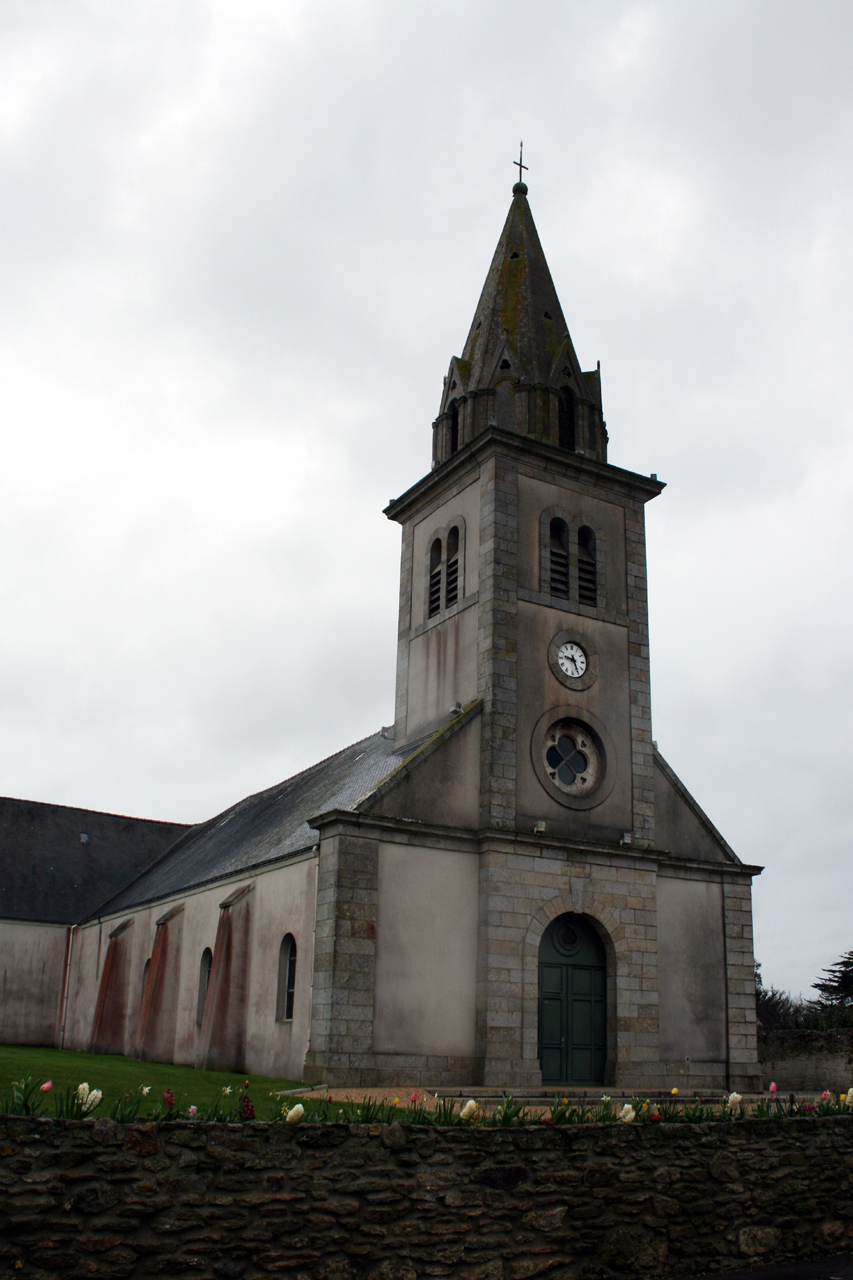
De kerk van Bangor

## Geografie
De oppervlakte van Bangor bedroeg op 1 januari 2022 25,54 vierkante kilometer; de bevolkingsdichtheid was toen 39,2 inwoners per km².

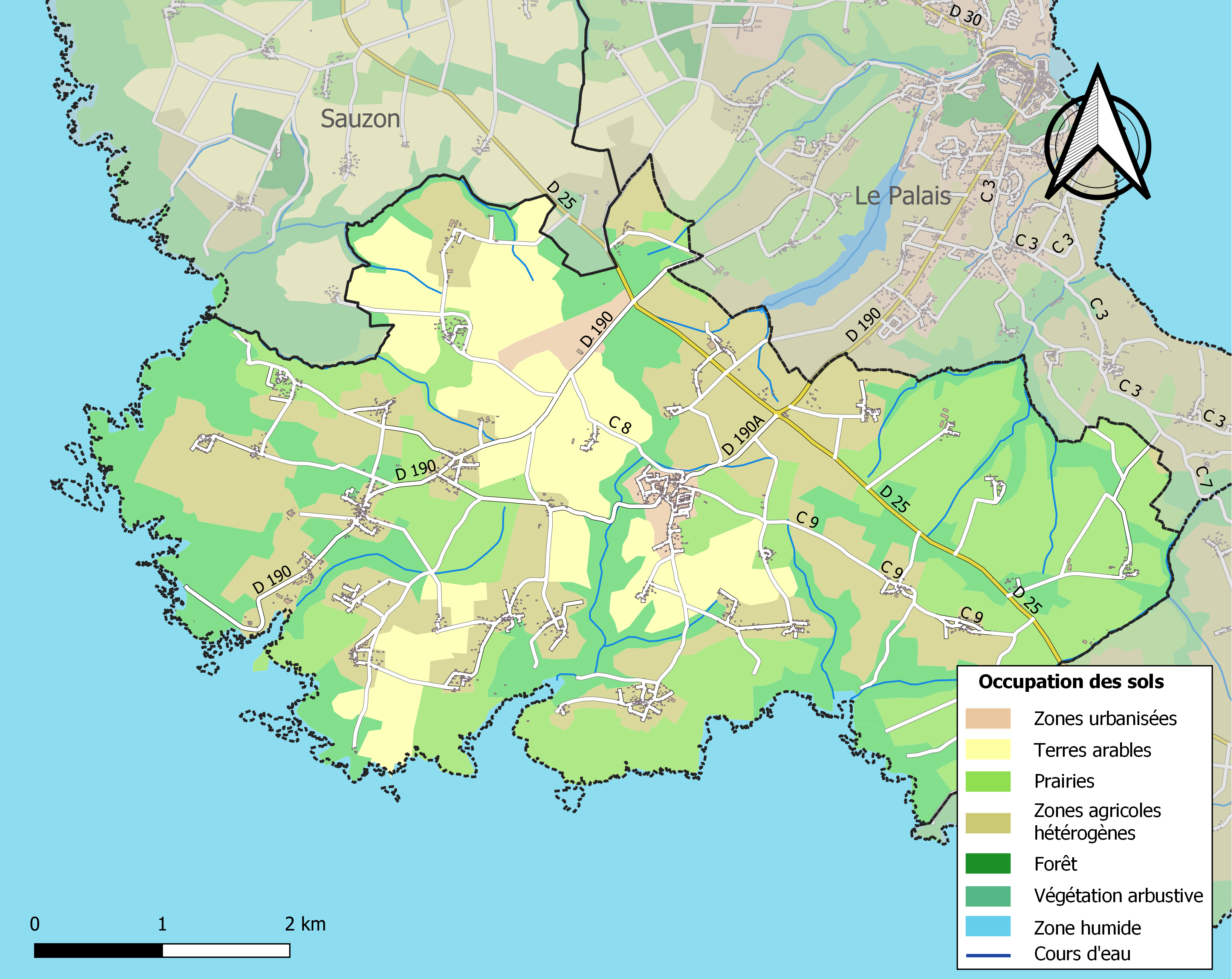
Kaart van de gemeente met de belangrijkste infrastructuur, bodemgebruik en omliggende gemeenten

## Demografie
Onderstaande figuur toont het verloop van het inwonertal (bron: INSEE-tellingen).